# Lisa Rojany
Lisa Rojany (również Lisa Rojany Buccieri) (ur. 14 lutego 1964 w Los Angeles) – amerykańska pisarka i edytorka, twórczyni literatury dziecięcej i młodzieżowej.

## Życiorys
Córka Aviego Rojany i Mary Marks. W 1986 roku uzyskała stopień Bachelor of Arts na Uniwersytecie Kalifornijskim w Los Angeles (dyplom z wyróżnieniem), a w 1989 roku tytuł zawodowy Master of Arts na Uniwersytecie Browna. Pracowała jako redaktorka i edytorka w amerykańskim przemyśle wydawniczym, specjalizując się w literaturze dziecięcej i młodzieżowej. Jest członkinią Society of Children’s Book Writers and Illustrators i prowadzi firmę Editorial Services of L.A. Mieszka w Los Angeles wraz z mężem i trzema córkami. 

## Twórczość
Lisa Rojany jest autorką przeszło stu książek dla dzieci i młodzieży, m.in. książkowej wersji filmu Kacper (1995), która w 1995 ukazała się w przekładzie na język polski. Książka Make Your Own Valentines (1994, ISBN 978-0-8431-3751-4) znajdowała się dwa lata z rzędu na pierwszym miejscu listy bestsellerów tygodnika „Publishers Weekly”. Książka Surviving the Angel of Death: The True Story of a Mengele Twin in Auschwitz (2012, napisana wraz z Evą Mozes Kor, ISBN 978-1-933718-68-2) stała się międzynarodowym bestsellerem i została przetłumaczona na dziesięć języków, w tym język polski (Przetrwałam. Życie ofiary Josefa Mengele, przeł. Teresa Komłosz, Warszawa 2014; wznowienie z 2018 pod tytułem Przetrwałam. Relacja ofiary Josefa Mengele), a w 2017 roku trafiła na listę najlepszych książek dla młodych czytelników przygotowaną przez organizację American Booksellers Association (ABA).